# La última niebla

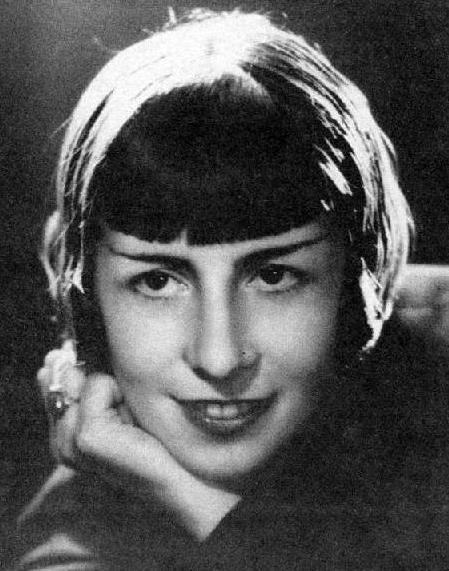
María Luisa Bombal, autora de La última niebla.

La última niebla es una novela corta de la escritora chilena María Luisa Bombal publicada por primera vez en 1934.

## Historia
La primera edición de la obra apareció en la editorial Francisco A. Colombo, a cargo de Oliverio Girondo, con prólogo de Norah Lange y con ilustraciones de Jorge Larco.
La novela fue reeditada por Editorial Nascimento en Santiago de Chile, en 1941.
La segunda edición de La última niebla incluye un estudio del filólogo y crítico hispano-argentino Amado Alonso, titulado "Aparición de una novelista".
Uno de los cinco cuentos que forman parte de su producción textual, "Lo secreto" (1944), fue publicado en una edición de La última niebla hecha por Editorial Nacimento en 1944.

## Ediciones notables
- 1935. Primera edición publicada en Argentina por la editorial Colombo, con prólogo de Norah Lange e ilustraciones de Jorge Larco.
- 1941. Segunda edición[1] publicada en Chile por la editorial Nascimiento, con prólogo de Amado Alonso, “Aparición de una novelista”.

## Obras relacionadas
- House of mist (1947), es una novela de la misma autora que nació a partir de una adaptación al inglés encargada por su editor en Estados Unidos. Fue publicada por la editorial Farrar Straus en Estados Unidos y por Cassell and Company en Inglaterra.
- Casa de niebla (2012), es la traducción al español de House of Mist por Lucía Guerra.